# 沃阿里
沃阿里（法語：Voharies，法語發音：[vɔaʁi]）是法国上法蘭西大區埃纳省的一个市镇，属于韦尔万区。

## 地理
沃阿里（49°47'18"N, 3°47'41"E）面积3.32 平方千米，位于法国上法蘭西大區埃纳省，该省份为法国北部内陆省份，北起北部省，西接索姆省和瓦兹省，东临阿登省和马恩省，西南至塞纳-马恩省，东北部与比利时接壤。
与沃阿里接壤的市镇（或旧市镇、城区）包括：贝尔朗库尔、吕尼、马尔方丹、鲁日里、圣戈贝尔、蒂耶尔尼。

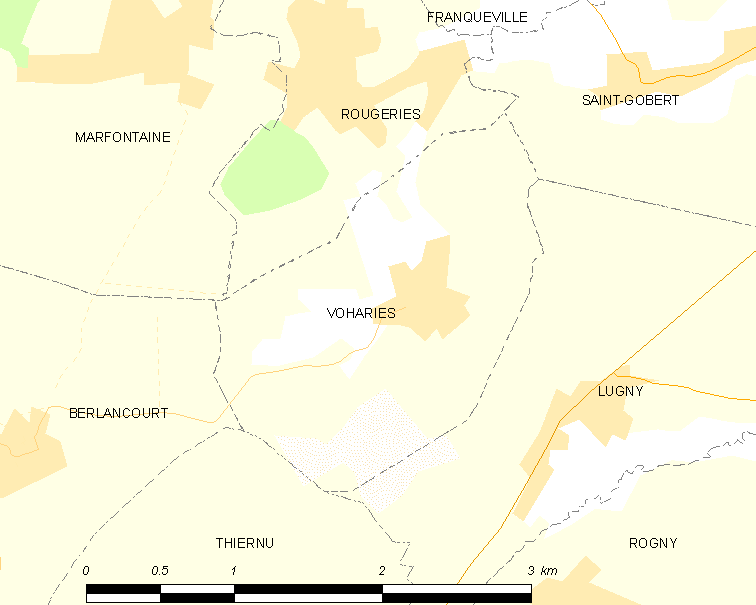
沃阿里的OSM定位图

沃阿里的时区为UTC+01:00、UTC+02:00（夏令时）。

## 行政
沃阿里的邮政编码为02140，INSEE市镇编码为02823。

## 政治
沃阿里所属的省级选区为马尔勒县。

## 人口

1962-2008年间沃阿里人口变化图示

沃阿里于2022年1月1日时的人口数量为76人。